# 许家窑—侯家窑遗址
许家窑—侯家窑遗址，是一处地跨中国山西省阳高县许家窑村、河北省阳原县侯家窑村的旧石器时代遗址，入选第四批全国重点文物保护单位时的登录名为许家窑遗址，位于河北省内的部分曾以侯家窑遗址为名入选第二批河北省文物保护单位。后来国家文物局将两省之内的遗址区域合并公布为全国重点文物保护单位，登录名为许家窑—侯家窑遗址。在此发现许家窑人化石。